# Gross Düssi
Der Gross Düssi (auch Düssistock, rät. Piz Git) ist ein 3256 m ü. M. hoher Berg in den Glarner Alpen. Der Gipfel bildet eine markante Pyramide.
Er ist ein Grenzberg der Schweizer Kantone Uri und Graubünden.
Der Gross Düssi schliesst das Maderanertal nach Osten ab. Nördlich liegt das Gross Schärhorn und der 13 km² grosse Hüfigletscher. Nach Osten führt ein Kamm über den Piz Cazarauls zum Tödi. Im Südwesten findet man den Oberalpstock.
Unterhalb des Nordwestgrates befindet sich auf 2334 m ü. M. die Hüfihütte, welche als Ausgangspunkt für eine Besteigung genutzt werden kann.

## Besteigungsgeschichte
Der Gross Düssi wurde 1841 durch Arnold Escher von der Linth mit Gedeon Tresch über den Südgrat erstbestiegen. Dabei mussten Schwierigkeiten im II. Grad bewältigt werden.
Die Westrippe konnte 1895 durch Shawe und Withe zusammen mit dem Führer Johann-Josef Maria Tresch-Indergand erstbegangen werden.
Am 23. Juli 1896 waren zwei unbekannte Engländer mit den Urner Führern J. J. Tresch und Fr. Truffer am Nordwestgrat (III. Schwierigkeitsgrad) erfolgreich.

## Name
Der Name Düssi leitet sich von der Urner Mundart, düssen = lauern, besonders bei der Jagd, ab. Auf Rätoromanisch wird er auch als Piz Git und Piz Valgronda bezeichnet. Weiterhin wurde er bereits Hüfi- oder Huffistock, Dispeltaus und Dsipentüss genannt.

## Bilder

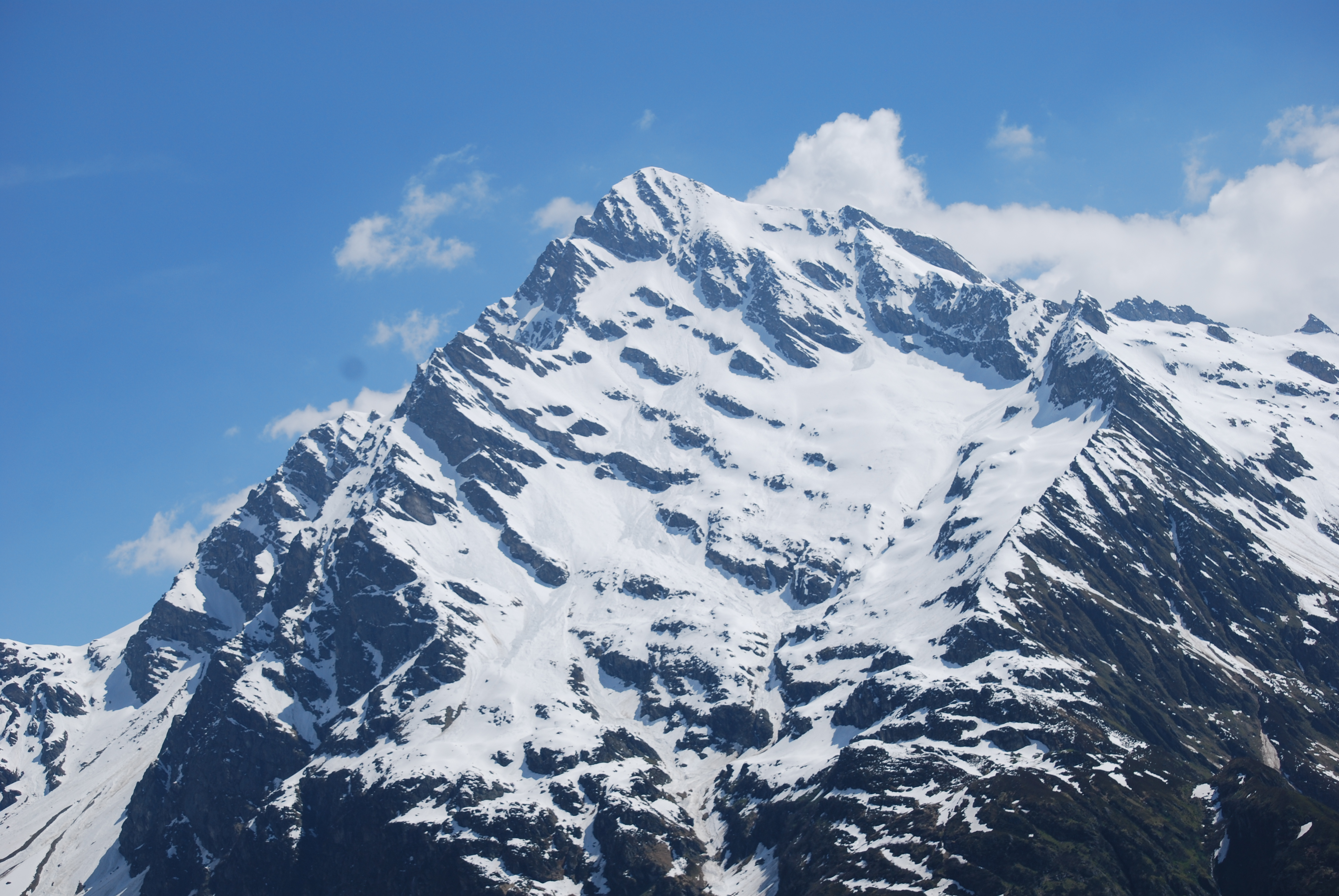
Gross Düssi vom Weg von der Golzeren zur Windgälle aus aufgenommen
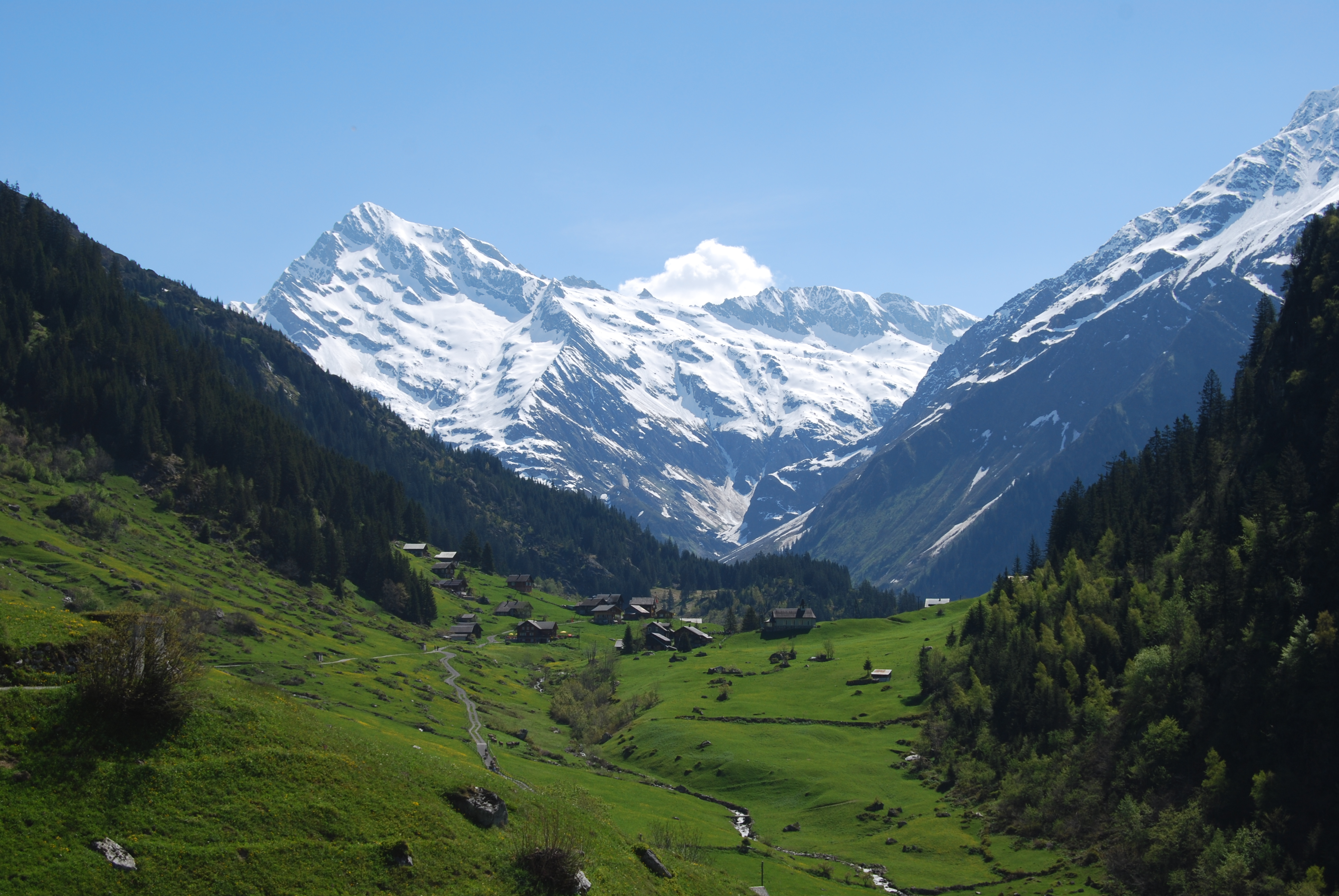
Golzeren mit Gross Düssi im Hintergrund